# Got7

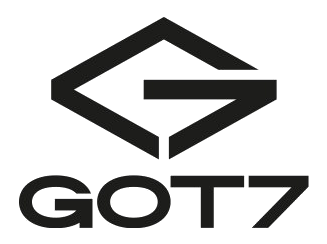
Logotip del 2022

Got7 - 갓 세븐 en hangul- és una boyband de K-pop formada per JYP Entertainment al 2014. El nom del seu fandom és Igot7. Got7 va debutar el 16 de gener de 2014 amb el llançament del seu primer extended play Got It ?.
El grup està format per set membres dels quals 3 són estrangers: Im Jaebeom (JB), Mark Tuan EUA, Wáng Jiā ěr (Jackson Wang) Hong Kong, Park Jinyoung, Choi Youngjae, Kunpimook Bhuwakul (BamBam) Tailàndia i Kim Yugyeom.

## JJ Project i pre-debut
El JJ Project, format per Im Jaebum i Park Jinyoung,en una audició individual per JYP Entertainment amb les seves excepcionals habilitats de ball i els seus looks van empatar en la cinquena audició oberta i més tard van ser escollits per ser trainees a la empresa.
El JJ Project, format per Im Jaebum i Park Jinyoung, va debutar el 20 de maig de 2012. El àlbum debut de JJ Project tenia com a cançó principal «Bounce».
Al 2012, van obtenir un paper en Dream High 2 (on van debutar com a actors).
El dia 25 de juny de 2017, després que JYP Entertainment anunciés el treball com a solista de Jackson a la Xina, va anunciar la tornada de la sub-unitat per a aquest any, després de 5 anys.
El 16 de juliol, JYP Entertainment va llançar una imatge on donava començament al seu tan esperat retorn amb «Verse 2» amb «Tomorrow Today» com a cançó principal, que va sortir el 31 de juliol.
El 24 de desembre del 2013 va anunciar que JYP Entertainment debutaria un nou grup de nois, revelant 7 dies més tard el seu nom oficial. El grup s'especialitzaria en Hip-Hop i "trucs d'arts marcials", barrejant acrobàcies i estil B-Boying en les seves coreografies.

## 2014: Debut,Got it?,Got Love (GOT♡),Around the world,Identify
El 3 de gener de 2014, JYP Entertainment va començar a compartir 2 imatges teaser per a cada un dels membres, sent Mark i JB els primers a ser revelats. El 5 de gener va ser el torn de Jackson i Yugyeom. El 8 de gener el torn de Jinyoung, Bambam i Youngjae. El dia 16 de gener de 2014 Got7 va fer el seu debut oficial al programa musical de Mnet M! Countdown, amb el àlbum Got it? que té com a cançó principal «Girls girls girls» composta per J.Y.Park, amb 6 cançons al extended play i «Follow me» i «I like you» com a cançons també coreografiades.
Got It? va aconseguir estar al gener al núm. 2 en el rànquing setmanal Gaon Chart
 d'àlbums físics venuts i va quedar en el núm. 1 a les charts de Billboard.
El 17 de juny de 2014 JYP Entertainment va revelar els teasers per al nou comeback que farien a la data de 23 de juny de 2014 amb un estil molt diferent al del seu àlbum debut. Got Love (GOT♡) amb «A» com a cançó principal i produïda per J.Y.Park, amb 8 cançons al extended play i «Forever young» i «Good Tonight» com a cançons que es van poder promocionar.
El mini àlbum va estar núm. 1 en el rànquing del Gaon Chart d'àlbums físics de juny. Va estar núm. 6 en el rànquing de juny als àlbums mundials de Billboard. També va estar a el núm. 2 de la llista mensual a Gaon Chart.
El 10 de març del 2014 van signar un contracte amb Sony Music Japan i el 4 d'abril van realitzar un showcase a Tòquio. El 27 d'agost JYP Entertainment va revelar la pàgina japonesa oficial per al grup, a més, es van donar detalls sobre el seu debut, anunciant un recorregut pel Japó i el seu primer concert per al 7 d'octubre del mateix any.
El 22 d'octubre de 2014 Got7 va debutar al Japó amb «Around the world» i va comptar amb una cançó addicional titulada «So Lucky», produïda per Jun.K (2PM). Per destacar els encants únics de Got7, la cançó compta amb un fort ritme de Hip-Hop i forts moments de música rap. Got7 va mostrar popularitat al Japó i va guanyar els punts més alts a Oricon entre tots els artistes coreans que van debutar al Japó entre 2013 i 2014. El 26 d'octubre va arribar al 2n lloc de la llista diària a Oricon i al 3r lloc de la llista setmanal.
Identfy va ser el primer àlbum complet de Got7. A partir del 6 de novembre de 2014 comencen a ser revelats els teasers de la tornada. Es van publicar imatges individuals dels membres i una imatge grupal amb un concepte futurísta. Els 4 vídeos teasers només van permetre escoltar breus línies i música instrumental, augmentant la curiositat dels fans.
El dia 18 de novembre de 2014 es va revelar el videoclip de «Stop stop it», produïda per J.Y.Park. El videoclip comença al terrat de l'escola amb JB i una noia (Dahyun TWICE). JB li confessa els seus sentiments però ella l'ignora, més tard apareix una copia del JB del futur i cau del terrat i quan desperta amb els seus amics i Dahyun en un ambient futurista. Al final del videoclip, ell la persegueix fins al terrat però quan obre la porta es troba amb el JB del passat on va començar els videclip. Ell s'adona que la seva relació en el futur serà bona, decideix no confessar-se de moment. Identify té un total de 11 cançons. Altres senzills de l'àlbum que també van ser promocionats i són apreciats per les fans en ser coreografiats són: «Gimme» i «Magnetic».
Aconseguint el primer lloc en les llistes d'àlbums d'iTunes a Tailàndia, Hong Kong, Filipines i Malàisia. També es va col·locar en el Top 10 en una altra llista d'àlbums de Hong Kong, també va encapçalar el Weekly Album Sales Chart de Gaon a la seva primera setmana i el número sis a la llista de World Digital Songs de Billboard.

## 2015:Love Train, Just right, Laugh Laugh Laugh, MAD, MAD Winter Edition
El dia 18 de maig es va publicar la versió curta del vídeo musical per al que seria el segon senzill japonès del grup «Love Train» el qual va ser publicat oficialment el dia 10 de juny. La cançó conté un so ràpid i una coreografia plena d'energia. «Love Train» compta amb 4 cançons de les quals 2 són instrumentals. Durant la primera setmana va aconseguir estar entre els llocs núm. 4 de les llistes d' Oricon i núm. 4 a la llista setmanal.
El dia 30 de juny de 2015 van començar a publicar-se els teasers del 3r mini-àlbum del grup, sent revelades 7 imatges individuals. El 9 de juliol es va publicar un vídeo teaser amb la data de 13 de juliol com a dia oficial del comeback. «Just Right» també va ser el nom de la cançó principal va ser composta pel duo Jackie Boyz i consisteix en una barreja de Hip-Hop enèrgic. La lletra va ser escrita per J.Y.Park. L' àlbum conté 6 cançons.
Got7 va aconseguir per primera vegada arribar al milió de visites en menys de 12 hores de ser publicat gràcies a aquest mini-àlbum, també va estar al núm. 3 a la llista setmanal de Gaon Charts i al núm. 7 de la llista mensual de Gaon Chart.
El 4 de setembre de 2015 va revelar la versió curta del vídeo musical del que seria el tercer comeback al Japó el dia 23 de setembre de 2015 amb «Laugh Laugh Laugh», aquest single té 4 cançons de les quals 2 són instrumentals.
Va obtenir el segon lloc en l' Oricon Singles Chart.
El dia 15 de setembre JYP Entertainment va llançar la primera imatge teaser on es revela el títol «MAD». El 17 de setembre es van revelar imatges teaser. A partir del 21 de setembre es van començar a publicar vídeos teaser individuals que mostren, a excepció de Mark, sentiments d'aflicció i fúria en els membres. El 25 de setembre es va publicar un teaser amb passos de ball.
El 30 de setembre es va llançar el mini-àlbum «MAD» la cançó principal, «If You Do» va ser escrita per Black Eyed Pilseung i amb 6 cançons al àlbum. Després de ser revelada la coreografia completa. El grup va rebre força interès i elogis per l'execució complexa i ràpida dels passos.
El mateix dia del comeback es va col·locar en el número 1 dels charts d'iTunes en 6 països: Hong Kong, Indonèsia, Malàisia, Filipines, Singapur i Tailàndia. I també va tenir el primer lloca a les charts de Billboard
Amb aquest comeback Got7 tenir el primr lloc a les llistes setmanals a Gaon chart.
A menys d'un mes d'«If You Do», el 17 de novembre, JYP Entertainment va revelar una imatge teaser amb dibuixos animats GOTOON del grup i el títol «MAD Winter Edition» una versió repackaged de «MAD» que inclou la cançó promocional «Confession Song». L' àlbum repackage va sortir el dia 23 de novembre i conté 2 sigles, «Farewell» escrita per Jinyoung i «Everyday» escrita per JB.
MAD Winter edition va arribar a la dotzena posició de World albums de Billboard.

## 2016:Moriagatteyo, Flight Log: DEPARTURE, Fly Tour, Flight Log: TURBULENCE, Hey Yah
El 3 de febrer de 2016 es va llançar el primer àlbum complet japonès titulat «Moriagatteyo». El senzill principal «Yo Moriagatte Yo» està compost per Jang Wooyoung de 2PM l' àlbum conté 16 cançons en total; 6 d'elles són cançons inèdites, més els senzills llançats anteriorment al Japó i 4 senzills coreans en versió japonesa.
El 13 de març de 2016 JYP Entertainment va penjar el que seria el teaser del cinquè mini àlbum del grup. Del 14 al 16 de març, s'alliberen fotos teaser individuals i grupals, per a després, el 18 de març, penjar un vídeo teaser on es revela part de la coreografia.
El 21 de març va ser el dia oficial del comeback del grup. La cançó principal «Fly» va ser produïda per earattack, té ritme ràpid amb un modern so pop. L' extended play conté 8 cançons de les quals es va poder promocionar «See the light», escrita per Yugyeom, Mark i Frants. El més característic d'aquest comeback va ser la contribució dels membres en la producció de 6 dels 8 temes totals, ja sigui en composició, lletra o rap. El 10 d'abril, JYP Entertainment va llançar una imatge teaser per a la segona cançó principal del mini-àlbum Flight Log: Departure. El 12 d'abril, Got7 va llançar digitalment el senzill titulat «Home Run». A partir del 15 d'abril va ser presentat en programes musicals i va generar gran expectació entre els fans en ser la primera vegada que el grup promocionaria una cançó composta per un membre (JB).
El 9 d'abril de 2016, Got7 es va convertir en el primer artista coreà en aparèixer en el Artist 100 de Billboard en el núm. 45, convertint-se en el segon artista de K-pop al ranking després de PSY (aconseguint el núm. 88). Flight Log: Departure va debutar núm. 2 al Heatseekers Album Chart de Billboard. També va arribar al més alt de les llistes principals de discos d'iTunes a 7 països, incloent Hong Kong, Indonèsia, Filipines, Singapur, Taiwan, Tailàndia i Vietnam. A més el disc va obtenir bons resultats també en el mercat, col·locant dins del top 10, en el lloc número 9 a la llista més important d'iTunes dels Estats Units. Això els converteix en el primer grup coreà a col·locar-se dins del top 10 del Worldwide albums chart. Un altre aspecte important van ser les 5 victòries del grup en programes musicals coreans.
Got7 va celebrar el seu primer concert en solitari, Fly Tour, del 29 al 30 d'abril a Seül, i la gira va continuar tenint dates a la Xina, Japó, Tailàndia, Singapur i els Estats Units, entre abril i agost. Es van realitzar 21 concerts en total.
El 16 de setembre es va anunciar oficialment que farien un nou comeback. El 19 de setembre es va revelar un vídeo teaser titulat Flight Log: Turbulence, el qual seria el segon àlbum complet del grup. Aquest àlbum està connectat amb el mini-àlbum anterior i revela noves pistes de la història. El 22 de setembre van compartir un teaser on es revelava un teaser de la coreografia.
L'àlbum va ser publicat el dia 27 de setembre de 2016. L'àlbum amb «Hard carry» com a cançó principal va ser composta per earattack, el videoclip comença en un accident de cotxe amb Jinyoung a dins d'un cotxe, mentres ells fan la coreografia, es veuen de fons uns avions cremant-se i just quan el Jackson comença a rapejar, està a dins d'un avió junt amb el Bambam tot gira a l'entorn de l'accident d'avió. Al final del videoclip podem veure com el Jinyoung el "protagonista" d'aquesta història està ofegant-se a l'aigua i els altres venen a rescatar-lo. Conté 13 cançons i «Let me» escrita amb ajuda de Yugyeom i Mark també va ser promocionada.
Va ser llançada la saga GOT the Stage, la qual consisteix en vídeos especials amb interpretacions d'altres senzills de l'àlbum en subunitats com a regal per als fans. Aquests són «No jam,», «Sick», «Prove it» i «Bomx3».
«Hard carry» va arribar al núm. 1 als World albums a Billboard i va vendre més de 200.000 còpies en aproximadament un mes.
L'11 d'octubre de 2016 va ser publicat un vídeo teaser anunciant el llançament del seu primer mini-àlbum japonès pel 16 de novembre. El 4 de novembre es va publicar el videocplip. L'àlbum també presenta una cançó produïda per Jang Wooyoung (2PM) que prèviament va treballar amb Got7.

## 2017: Flight Log: Arrival, My Swagger, 7 For 7 i Turn Up
El 5 de febrer de 2017 el grup va anunciar el seu retorn amb el seu tercer àlbum Flight Log: Arrival al març, al seu torn van confirmar la data i el títol de l'àlbum. Del 2 al 8 de març JYP Entertainment va publicar imatges teasers individuals i breus clips que mostren escenes del vídeo musical per a la seva cançó principal «Never Ever». El 13 de març el grup va fer el seu comeback oficial amb el seu sisè mini àlbum Flight Log: Arrival i el vídeo musical per a la seva cançó principal «Never Ever». En el vídeo musical, el Jinyoung està sent rescatat pels altres membres en diferents situacions, mostrant també parts de la seva coreografia. Així conclou la trilogia de les sèries Flight Log. Amb aquest comeback, Got7 també va promocionar el tema «Q», un treball del JB. A més van ser penjats dos vídeos de la saga GOT the Stage amb els temes «Sign» de Youngjae i «Paradise» de Jinyoung.
El dia 1 d' abril l' àlbum va quedar al núm. 1 dels World albums a Billboard. El seu sisè mini àlbum, també va aconseguir el primer lloc en la llista d'àlbums d'iTunes a Hong Kong, Indonèsia, Malàisia, les Filipines, Tailàndia i Vietnam. Ells també van arribar al tercer lloc a Macau, quart lloc a Suècia, cinquè lloc als Estats Units i més.
El 24 de maig, el grup va llançar un nou senzill al Japó, «My Swagger», que va encapçalar el Japan Single Chart de Billboard i va obtenir el segon lloc en Oricon el dia del llançament.
Va estar al Hot 100 lloc núm. 1 Billboard i també al Top Singles Sales i també al Tower Records i Daily Daily, ha mantingut la seva posició núm. 1 durant tres dies consecutius.
El 25 de setembre JYP Entertainment va revelar l'agenda de comeback del grup amb el seu setè mini àlbum del grup 7 for 7. El 26 de setembre JYP Entertainment va revelar la llista de cançons per al setè mini àlbum del grup 7 for 7. La llista de cançons revela que els nois estaran promovent la cançó «You Are» del nou mini-àlbum i JB (sota el nom de Defsoul) va compondre i va escriure la lletra de la cançó.Youngjae (sota el nom d'Ars) també va compondre i va co-escriure la lletra de la cançó «Moon U», amb el Bambam també formant part de la lletra. JB també va participar en la lletra i en la co-composició de «Teenager». Jinyoung va ser co-compositor i va co-escriure la cançó «Firework», mentre que Bambam va compondre i va co-escriure la lletra de «Remember You». Yugyeom va escriure la lletra de la cançó «To Me» i també va participar en la composició. Finalment, la cançó «Face» compta amb la lletra escrita pel Jackson, el Mark i el Bambam. El dia 10 d'octubre es va publicar l'àlbum i el 7 de desembre del mateix any van publicar el MV de la b-side «Teenager».
L' àlbum va arribar al núm. 1 als Gaon charts també va quedar núm. 1 al Chinese Albums (V Chart) 7for7 va arribar al núm. 2 al World albums.
Del 6 al 7 de setembre, Got7 va revelar un vídeo teaser spoiler de Sub-Unitats no oficials que tindran les seves pròpies pistes en el nou àlbum.
El 10 de setembre, Got7 va revelar un altre vídeo teaser de la seva cançó principal, el vídeo teaser mostra diverses escenes dels integrants en diversos escenaris i una escena final d'un estudi fosc on els integrants avancen cap endavant mentre sona un previ de Turn up. El 30 d'octubre, Got7 va revelar el vídeo musical per la seva cançó principal «Turn up». El Jackson, s' estava recuperant de problemes de salut, no va participar ni en les promocions ni en l' àlbum.

## 2018: Eyes on you, The new era i Present you
El 22 de febrer, el grup va revelar la llista de cançons del seu nou mini-àlbum, confirmant així que Got7 tornarà amb el seu vuitè mini àlbum Eyes on You, amb la cançó principal «Look», JB va co-compondre i co-escriure la lletra. Els membres Bambam, Youngjae, Yugyeom i Jinyoung també van participar en la composició del seu nou llançament. La llista de cançons també revela que la col·laboració prèviament anunciada per JYP Entertainment amb Hyolyn serà la cançó seria pre-llançada el 28 de febrer. El 28 de febrer, Got7 va revelar el vídeo per «One And Only You» en col·laboració amb la solista Hyolyn. De l'1 al 8 de març, Got7 va revelar imatges teaser individuals per al seu vuitè mini àlbum Eyes On You, les imatges mostren als integrants realitzant signes amb les seves mans, centrant-se en els seus ulls, fent referència al títol de la seva mini àlbum Eyes On You. El 12 de març van revelar el seu nou mini àlbum Eyes On You amb el vídeo musical del tema promocional «Look».
Amb Eyes on you Got7 va aconseguir el primer lloc a Gaon charts i el núm. 2 als World albums i també a Heatseeker albums.
El cinquè single al Japó del grup amb el títol The New Era va sortir el dia 20 de juny de 2018. El dia 7 de maig, un mes abans del comeback japonès, Got7 va mostrar el videoclip de «The New Era».
El single va arribar a la segona posició en el gràfic únic setmanal d'Oricon, amb un total de 55.200 còpies per a la setmana del 18 de juny al 24 de juny.
El 30 agost Got7 va revelar les primeres imatges teaser per al seu comeback amb Present: You. Els teasers anunciaven la data de el 17 de setembre. El 31 d'agost van revelar la llista de cançons. L'àlbum amb la cançó principal «Lullaby», que inclou versions addicionals en anglès, xinès i espanyol, així com una versió instrumental. Les cançons en solitari de cadascun dels membres també seran incloses en l'àlbum. El 14 de setembre, es van revelar imatges teaser de lletres per a la seva cançó principal «Lullaby». El seu pròxim àlbum, Present: You, presentarà la cançó en coreà, anglès, xinès i espanyol. L'àlbum serà llançat el 17 de setembre.
Amb aquest àlbum Got7 va aconseguir el primer lloc Gaon i el tercer a Worldwide albums a Billboard. L'àlbum, que presenta single «Lullaby», va arribar al núm. 1 a iTunes a països com Brasil, Finlàndia, Hong Kong, Mèxic i Nova Zelanda i al núm. 3 al Canadà, Grècia, Noruega i Eslovàquia i núm. 5 als Estats Units.